# 汤建梅
汤建梅（1957年—），上海人，回族，中华人民共和国政治人物、第十一届全国人民代表大会山东地区代表。
毕业于山东农学院牧医专业。加入民盟。担任山东省菏泽市人大常委会副主任。2008年起担任全国人大代表。